# صوم النذر
صوم النذر أو صيام النذر المعنى واحد، والنَّذْرُ، أو لفظ (نَذْرُ): ما يقدمه المرءُ لربّه، أَو يوجبه على نفسه من صَدقة أَو عبادَة أَو نحوهما. والجمع: نُذُورُ.

## تعريف
نَذْرُ الصوم هو ما أوجبه المكلف على نفسه من صيام ، وقد عدَّ الله تعالى الوفاء به من صفات الأبرار. فإذا نذر الإنسان صوم أيام معدودة لزمه أن يوفي بما نذر. قال الله تعالى: في سورة الإنسان: ﴿يُوفُونَ بِالنَّذْرِ وَيَخَافُونَ يَوْمًا كَانَ شَرُّهُ مُسْتَطِيرًا ۝٧﴾ [الإنسان:7]  وفي صحيح البخاري عن عائشة رضي الله عنها أن رسول الله ﷺ قال: «من نذر أن يطيع اللّه فليطعه، ومن نذر أن يعصي اللّه فلا يعصه».

## حكم نذر الصوم في الإسلام
- الإقدام على النذر مكروه لنهيه ﷺ عنه، قال ابن قدامة في المغني: ولا يستحب؛ لأن ابن عمر روى عن النبي ﷺ أنه نهى عن النذر وقال: إنه لا يأتي بخير وإنما يستخرج به من البخيل. متفق عليه، وهذا نهي كراهة لا نهي تحريم، لأنه لو كان حراماً؛ لما مدح الموفين لأن ذنبهم في ارتكاب المحرم أشد من طاعتهم في وفائه، ولأن النذر لو كان مستحبا لفعله النبي صلى الله عليه وسلم وأفاضل أصحابه.
- قال النووي في المجموع: يكره ابتداء النذر، فإن نذر وجب الوفاء به ودليل الكراهة حديث ابن عمر رضي الله عنهما قال: نهى رسول الله ﷺ عن النذر وقال: إنه لا يرد شيئاً إنما يستخرج به من البخيل. رواه البخاري ومسلم في صحيحيهما بهذا اللفظ.
- عن أبي هريرة رضي الله عنه قال: قال رسول الله ﷺ: لا تنذروا فإن النذر لا يغني من القدر شيئاً وإنما يستخرج به من البخيل. رواه الترمذي والنسائي بإسناد صحيح، قال الترمذي: والعمل على هذا عند بعض أهل العلم من أصحاب النبي ﷺوغيرهم كرهوا النذر، قال ابن المبارك: الكراهة في النذر في الطاعة والمعصية، قال: فإن نذر طاعة ووفى به فله أجر الوفاء ويكره له النذر.
- عند المالكية يستحب النذر المطلق الذي ليس بمعلق على شيء، واختلفوا هل يكره النذر المعلق أم لا، قال خليل في مختصره: وندب المطلق وكره المكرر وفي كره المعلق تردد

ومن نذر طاعة وجب عليه الوفاء بها لقوله ﷺ: من نذر أن يطيع الله فليطعه ومن نذر أن يعصيه فلا يعصه. رواه البخاري.

وفي سنن أبي داود عن ابنِ عَبّاسٍ قال: «بَيْنَمَا النّبيّ ﷺ يَخْطُبُ إذَا هُوَ بِرَجُلٍ قَائِمٍ في الشّمْسِ، فَسَألَ عَنْهُ، فَقَالُوا: هَذَا أبُو إسْرَائِيلَ، نَذَرَ أنْ يَقُومَ وَلاَ يَقْعُدَ وَلاَ يَسْتَظِلّ وَلاَ يَتَكَلّمَ وَيَصُومَ، قالَ: مُرُوهُ فَلْيَتَكَلّمْ وَلْيَسْتَظِلّ وَلْيَقْعُدْ وَلْيُتِمّ صَوْمَهُ.» قال شمس الحق آبادي في عون المعبود: 
" قال القرطبي في قصة أبى إسرائيل: هذا أعظم حجة للجمهور في عدم وجوب الكفارة على من نذر معصية أو ما لا طاقة فيه. قال مالك: لم أسمع أن رسول الله ﷺأمره بكفارة".

## تقديم صوم النذر على النافلة
صوم النذر فهو واجب فريضة فالواجب عليك أن تبدا بالفريضة قبل النافل مثل صوم الستة من شوال مستحب وليس بواجب فيقدم صوم النذر عليها
أيضاً يجب على المرأة التي نذرت صيام ثلاثة أيام من كل شهر أن تصومها ؛ لأنه نذر طاعة، وإن تعذّر عليها الصيام في شهر بسبب العادة الشهرية أو وضع ونحوه فإنها تقضيها ؛ لأنّه صيام واجب بالنذر

## قضاء صيام النذر عن الميت
إذا نذر الميت صوم ثم فرط في ذلك الصيام حتى مات فمن أهل العلم من قال إنه يجب على وليه أن يصوم عنه مستدلين بما في الصحيحين أن النبي صلى الله عليه وسلم قال من مات وعليه صيام صام عنه وليه. ومنهم من منع من ذلك والراجح أنه لا يجب على الولي بل يندب له وحكى غير واحد الإجماع على عدم الوجوب ولكن هذا الإجماع منخرق بقول لبعض أهل الظاهر عند من اعتبرهم فيه. فالصوم عن الميت عند من يقول به من أهل العلم لا يختلف في كيفيته وأحكامه عن صوم الإنسان عن نفسه.

عن عبد الله بن عباس رضي الله عنهما قال : جاء رجل إلى النبي ﷺ فقال : يا رسول الله إن أمي ماتت وعليها صوم شهر، أفأقضيه عنها ؟ فقال : لو كان على أمِّك دَين أكنت قاضيه عنها ؟ قال : نعم . قال : فَدَيْن الله أحق أن يُقضى .
وفي رواية : جاءت امرأة إلى رسول الله صلى الله عليه وسلم فقالت : يا رسول الله إن أمي ماتت وعليها صوم نذر، أفأصوم عنها ؟ قال : أرأيت لو كان على أمك دين فقضيتيه، أكان يؤدّي ذلك عنها ؟ قالت : نعم . قال : فصومي عن أمك .
ما رواه البخاري عن ابن عباس رضي الله عنهما أن سعد بن عبادة الأنصاري استفتى النبي ﷺ في نذر كان على أمه، فتوفيت قبل أن تقضيه، فأفتاه أن يقضيه عنها، فكانت سنة بعدها
وفي رواية للبخاري عن ابن عباس رضي الله عنهما أن امرأة من جهينة جاءت إلى النبي ﷺفقالت : إن أمي نذرت أن تحج، فلم تحج حتى ماتت، أفأحج عنها ؟ قال : نعم، حجي عنها . أرأيت لو كان على أمك دين، أكنت قاضيته ؟ اقضوا الله، فالله أحق بالوفاء .
وبوّب عليه الإمام البخاري فقال : باب من شبّه أصلا معلوماً بأصل مُبيَّن وقد بيّن النبي صلى الله عليه وسلم حكمهما ليفهم السائل .
مشروعية القضاء عن الميت، وإبراء ذمّته . سواء كان ذلك نذراً أو كان مما لزمه

## وصلات خارجية
- http://www.islamweb.net/fatwa/index.php?page=FatwaCategory&CatId=2600